# Hans Mittwoch
Hans Mittwoch (* 4. Oktober 1875 in Posen; † 3. Dezember 1924 in Stuhm) war ein deutscher Buchdrucker und Politiker der SPD und USPD.

## Leben und Wirken
Nach dem Besuch der Bürgerschule zu Rochlitz erlernte Mittwoch das Buchdruckerhandwerk. Nach einigen Jahren der Wanderschaft, die ihn durch Deutschland, Österreich, die Schweiz und Frankreich führten, ließ er sich in Königsberg nieder. Dort arbeitete er ab 1896 als Setzer und Korrektor, bevor er im Jahr 1909 als Berichterstatter, dann als Redakteur in die Königsberger Volkszeitung eintrat, wo er 1917 vom Vorstand der Sozialdemokratischen Partei Deutschlands wegen seiner politischen Überzeugung gemaßregelt wurde. Im selben Jahr verließ er die SPD, um sich der Unabhängigen Sozialdemokratischen Partei Deutschlands (USPD) anzuschließen.
Nach der Entlassung aus dem Militärdienst Ende 1918 übernahm Mittwoch die Schriftleitung der Soldatenratszeitung Freiheit, die später von der USPD übernommen wurde. Im Jahr 1919 wurde er Stadtverordneter in Königsberg. Im Juni 1920 zog Mittwoch auf Reichswahlvorschlag in den ersten Reichstag der Weimarer Republik ein, dem er bis zur Wahl vom Mai 1924 angehörte. Am 23. Juni 1920, einen Tag vor der Eröffnung des Reichstags, wurde Mittwoch nach achtmonatiger Untersuchungshaft wegen versuchten Landesverrats zu zwei Jahren Festungshaft verurteilt.